# Oemopteryx
Oemopteryx is een geslacht van steenvliegen uit de familie vroege steenvliegen (Taeniopterygidae). De wetenschappelijke naam van het geslacht is voor het eerst geldig gepubliceerd in 1902 door Klapálek.

## Soorten
Oemopteryx omvat de volgende soorten:
- Oemopteryx contorta (Needham & Claassen, 1925)
- Oemopteryx fosketti (Ricker, 1965)
- Oemopteryx glacialis (Barnston, 1848)
- Oemopteryx leei Baumann & Kondratieff, 2009
- Oemopteryx loewii (Albarda, 1889)
- Oemopteryx vanduzeea (Claassen, 1937)